# Melaloncha prosopica
Melaloncha prosopica är en tvåvingeart som beskrevs av Brown 2004. Melaloncha prosopica ingår i släktet Melaloncha och familjen puckelflugor. Inga underarter finns listade i Catalogue of Life.